# Wiihaga
Wiihaga eller Vihaga, är ett bostadsområde i Vi på Alnön som ligger strax utanför Sundsvall. Området består två delar - "Täta" och "Glesa".
Den "täta" delen av området Wiihaga byggdes 1973-74 och består av 133 fastigheter fördelade på två olika hustyper; Wii-hus som är 1-planshus i vinkel, på 115 m² och Haga-hus som är 1½- planshus på 140 m². Tomterna är alla 450 m².